# Херман Свобода
Херман Свобода (на немски: Hermann Swoboda) е австрийски психолог.

## Биография
Роден е на 23 ноември 1873 година във Виена, Австро-Унгария. Учи във Виенския университет и се дипломира през 1897 г. по право и по философия през 1901. През 1905 г. става доцент с „психология и нейната история“, а през 1925 г. – професор. През 1928 Свобода поема позиция като съпътстваща асистент в Института по антропология на Университета във Виена. На 67-годишна възраст става доброволец към Вермахта и превежда от френски и гръцки.
Умира на 15 юни 1963 година във Виена.